# Scott Michaelson
Scott Michaelson é um ator australiano, mais conhecido por sua participação na soap opera Neighbours como Brad Willis. Ele ganhou o papel após a saída de Benjamin Mitchell do elenco, que depois voltaria interpretando Cameron Hudson.
Depois de terminar sua participação no programa em 1993, ele participou de várias séries como Shortland Street, Paradise Beach, The New Adventures of Flipper, Hercules: The Legendary Journeys e Sabrina, Down Under.